# 桂茶がま
桂 茶がま（かつら ちゃがま、1960年7月13日 - ）は、日本の落語家、俳優、歌手。上方落語協会会員。本名、山崎 廣士。
大阪府岸和田市出身。吉本興業所属。NSC第4期生。同期には今田耕司、130R（板尾創路・ほんこん）、長谷川宏（ティーアップ）がいる。

## 来歴・人物
1986年1月に桂文福に入門。
落語家活動よりも役者活動が中心となった。六虎倶楽部音楽事務所の専属歌手茶虎として2005年に「泉州伊達男」「感慨 Deep Emotion」リリース。
岸和田だんじり祭には毎年参加している。テレビ岸和田の中継の解説も行う。
長身を生かし、コシノグランドコレクションのモデルとして出演。
北翔会会員。

## 持ちギャグ
- やぁ〜らしいわぁ〜（会話中に何かにつけて発するパターンが多い）

## 出演

### テレビ
- 連続テレビ小説 カーネーション（2011年度下半期、NHK大阪放送局制作）- 教師 役
- 鈴子の恋（2012年、東海テレビ） - 花菱アチャコ 役
- 水曜ミステリー9 浅草下町通交番 子連れ巡査の捜査日誌 第1作「浅草〜京都連続殺人 消えた母娘と5000万の謎…育メンお巡りが解く5年前の衝撃真実」（2013年7月24日、テレビ東京）- 落語家・小堀 役
- 碧の海〜LONG SUMMER〜（2014年、東海テレビ）- ホテル支配人 役
- 金曜プレステージ（フジテレビ系列）
  - 黒の滑走路 4 空港で殺された刑事が残したダイイングメッセージ・犯人死亡で捜査終了!?熱血刑事コンビが暴く握り潰された真相!（2014年）- 高橋勝（翠の父・元刑事）役
- 月曜ゴールデン（TBS）
  - 十津川警部シリーズ54「サンライズ出雲の女」（2015年4月13日）- 小柳ゆみの義父 役

### 映画
- 森の学校（2002年）- 牛島医師 役

### Vシネマ
- 覇者の掟（2018年）- 竜仁会若頭補佐 元井組組長 元井英夫 役

### ラジオ
- お笑い投資道場（2015年4月17日 - 2015年6月12日、ラジオNIKKEI第1放送）

### 舞台
- 吉本百年物語「笑う門には、大大阪」- 神田崋山 役
- コシノアヤコ物語「おかあちゃん」- 下駄屋・忠岡 役
- 「ORANGE」- 救急隊小隊長・後藤 役